# Colonia Vignaud
Colonia Vignaud é um município da província de Córdova, na Argentina.